# Prvenstvo Banovine Hrvatske u nogometu 1940-1941
Il Prvenstvo Banovine Hrvatske u nogometu 1940./41. (in lingua italiana Campionato di calcio della Banovina di Croazia 1940-41), detto anche Hrvatska liga 1940./41., fu la seconda ed ultima edizione di un torneo della Banovina di Croazia, il primo con sole squadre croate.

## Avvenimenti
La Slovenia ha fondato la sua Federcalcio ed ha organizzato il proprio campionato nazionale, e lo SK Lubiana (unica compagine slovena della Hrvatsko-slovenska liga 1939-1940) vi si è aggregato, quindi il campionato croato ha continuato ad operare con sole squadre della Banovina di Croazia, oppure con espressioni delle comunità croate presenti nel resto della Jugoslavia. Ne conseguì che nella stagione 1940-41 vi erano presenti 3 differenti federazioni calcistiche (slovena, croata e serba), ognuna delle quali che organizzava un proprio campionato, e che le squadre migliori avrebbero disputato il Državno prvenstvo 1940-1941, il campionato nazionale.

Lo Željezničar Zagabria ha vinto gli spareggi ed è stato promosso nella Hrvatska liga, rimpiazzando lo Slavija Varaždin. Ma dopo alcune settimane, la federazione ha deciso di ripescare lo Slavija e di far continuare il campionato con un numero di squadre pari (10).

A metà marzo 1941 il campionato si era concluso ed aveva indicato le 3 squadre (Hajduk, Građanski e Concordia) che si erano qualificate per il campionato nazionale, che però venne annullato prima di iniziare poiché il 6 aprile 1941 le potenze dell'Asse cominciarono l'Invasione della Jugoslavia ed il 17 i balcanici si arresero. Il Regno di Jugoslavia venne smembrato fra i paesi vincitori (Germania, Italia, Ungheria e Bulgaria) e nacque anche lo Stato Indipendente di Croazia (comprendente Croazia e Bosnia).

## Squadre partecipanti
| Squadra             | Sede     | Stagione 1939-40 | Stagione 1939-40        |
| Squadra             | Sede     | Pos.             | Divisione               |
| ------------------- | -------- | ---------------- | ----------------------- |
| 1.HŠK Građanski     | Zagabria | 1º               | Hrvatsko-slovenska liga |
| HAŠK                | Zagabria | 2º               | Hrvatsko-slovenska liga |
| HŠK Hajduk          | Spalato  | 3º               | Hrvatsko-slovenska liga |
| HŠK Concordia       | Zagabria | 4º               | Hrvatsko-slovenska liga |
| SAŠK                | Sarajevo | 5º               | Hrvatsko-slovenska liga |
| ŠK Slavija Osijek   | Osijek   | 6º               | Hrvatsko-slovenska liga |
| RSK Split           | Spalato  | 7º               | Hrvatsko-slovenska liga |
| ŠK Slavija Varaždin | Varaždin | 8º               | Hrvatsko-slovenska liga |
| HAD Bačka           | Subotica | 9º               | Hrvatsko-slovenska liga |
| HŠK Željezničar     | Zagabria | 1º               | 1. razred Zagreb        |

## Classifica
```
Lo 
Željezničar
 sarebbe dovuto andare agli spareggi contro le vincitrici delle 
sottofederazioni
, mentre la 
Bačka Subotica
 retrocedere nella 
Prvi razred 1941-1942
, ma gli 
eventi storici
 hanno annullato tutto.
[
3
]
 Quest'ultima società, dopo l'annessione della 
Bačka
 da parte dell'
Ungheria
, fu forzata a competere nel 
campionato ungherese
, militandovi nel terzo livello.
```

|  | Pos. | Squadra              | Pt | G  | V  | N | P  | GF | GS | QR    |
|  | ---- | -------------------- | -- | -- | -- | - | -- | -- | -- | ----- |
|  | 1.   | Hajduk Spalato       | 31 | 18 | 14 | 3 | 1  | 75 | 17 | 4,166 |
|  | 2.   | Građanski Zagabria   | 29 | 18 | 11 | 7 | 0  | 75 | 17 | 4,411 |
|  | 3.   | Concordia Zagabria   | 28 | 18 | 13 | 2 | 3  | 62 | 22 | 2,818 |
|  | 4.   | HAŠK Zagabria        | 20 | 18 | 7  | 6 | 5  | 42 | 31 | 1,354 |
|  | 5.   | Slavija Varaždin     | 17 | 18 | 7  | 3 | 8  | 30 | 49 | 0,612 |
|  | 6.   | RNK Spalato          | 16 | 18 | 6  | 4 | 8  | 21 | 50 | 0,420 |
|  | 7.   | SAŠK                 | 13 | 18 | 5  | 3 | 10 | 17 | 44 | 0,386 |
|  | 8.   | Željezničar Zagabria | 10 | 18 | 2  | 6 | 10 | 20 | 43 | 0,465 |
|  | 9.   | Slavija Osijek       | 9  | 18 | 3  | 3 | 12 | 23 | 53 | 0,433 |
|  | 10.  | Bačka Subotica       | 7  | 18 | 2  | 3 | 13 | 19 | 58 | 0,327 |

Legenda:
      Ammessa al Državno prvenstvo 1940-1941.
  Partecipa agli spareggi.
      Retrocessa in Prvi razred 1941-1942.
Note:
Due punti a vittoria, uno a pareggio, zero a sconfitta.

## Risultati
|                      | Haj  | Gra  | Con  | HAŠ  | Spa  | Var  | SAŠ  | Žel  | Osi  | Bač  |
| -------------------- | ---- | ---- | ---- | ---- | ---- | ---- | ---- | ---- | ---- | ---- |
| Hajduk Spalato       | –––– | 1:1  | 5:2  | 3:0  | 1:1  | 7:0  | 4:0  | 3:0  | 6:1  | 9:0  |
| Građanski Zagabria   | 4:4  | –––– | 3:0  | 1:1  | 5:1  | 11:2 | 6:1  | 8:0  | 3:0  | 7:0  |
| Concordia Zagabria   | 2:1  | 2:2  | –––– | 7:1  | 5:0  | 6:0  | 5:0  | 4:0  | 10:0 | 6:1  |
| HAŠK Zagabria        | 2:3  | 1:1  | 3:4  | –––– | 5:2  | 1:0  | 0:0  | 5:0  | 4:1  | 2:0  |
| RNK Spalato          | 0:9  | 0:4  | 2:1  | 1:1  | –––– | 1:1  | 1:0  | 2:1  | 0:6  | 3:2  |
| Slavija Varaždin     | 0:1  | 0:6  | 1:1  | 4:2  | 1:3  | –––– | 7:1  | 3:1  | 2:0  | 4:3  |
| SAŠK                 | 0:5  | 1:3  | 0:1  | 2:2  | 3:2  | 2:0  | –––– | 1:0  | 2:1  | 2:0  |
| Željezničar Zagabria | 1:3  | 2:2  | 1:2  | 2:2  | 1:2  | 0:0  | 4:1  | –––– | 3:1  | 2:2  |
| Slavija Osijek       | 1:4  | 1:1  | 1:2  | 1:9  | 4:0  | 3:2  | 1:1  | 0:0  | –––– | 2:3  |
| Bačka Subotica       | 2:6  | 0:7  | 1:2  | 0:1  | 0:0  | 1:2  | 2:0  | 2:2  | 1:1  | –––– |

## Squadra campione
- Allenatore:  Ljubo Benčić
- Anđelko Marušić
- Jozo Matošić
- Gajo Raffanelli
- Jiří Sobotka
- Ratko Kacijan
- Miljenko Batinić
- Ivo Radovniković
- Ivo Alujević
- Branko Bakotić
- Ljubomir Kokeza
- Miljenko Krstulović
- Frane Matošić
- Petar Brkljača
- Josip Crnogača
- Branko Viđak
- Slavko Luštica
- Radoslav Jelačić
- Veljko Lovrić
- Mirko Lolić
- Šime Milutin
- Frane Pilić

Fonte: Hajduk Spalato